# Petrus Gaslanders Beskrivning om swenska allmogens sinnelag, seder etc.

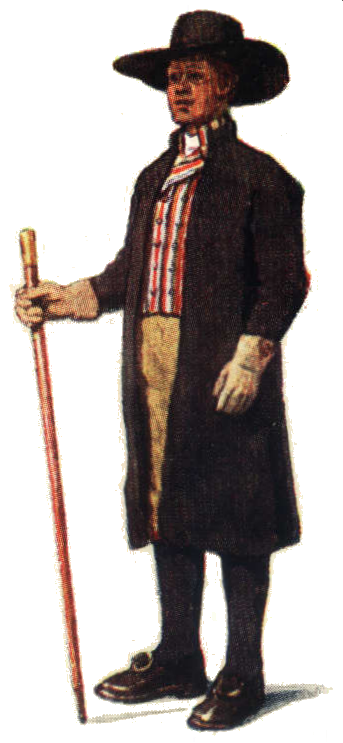
Unnarydsdräkten är en av de traditioner som belagts tidigt av Petrus Gaslander.

Petrus Gaslanders Beskrivning om swenska allmogens sinnelag, seder etc. i Västbo härad är en av de viktigaste äldre skildringarna av svensk allmogekultur från 1700‑talet. Boken trycktes 1774.

## Bakgrund
På 1500‐ och 1600‑talen började författare som Olaus Magnus och Johannes Thomae Bureus att skildra svensk allmogekultur. Dessa föregångsmän använde ofta äldre källor. Först på 1700‑talet började forskare samla och publicera uppgifter som huvudsakligen var grundade på självsyn. Den ”store vägrödjaren” var Carl von Linné (1707–1778), som påverkade efterföljare som Urshults‑skildraren Samuel Krok (1721–1754). Den något äldre Petrus Gaslander, som föddes 1680 och kom till Burseryd 1712, representerar alltså det äldsta skiktet av etnologiska observationer i denna nya 1700‑talslitteratur, även om hans skrift trycktes först 1774.

## Tillkomst och osäkerhet om författarskapet
Osäkerhet har rått om huruvida denna bok har skrivits av Petrus Gaslander eller sonen Johan(nes) Gaslander. Utgivaren Frans Westerdahl angav felaktigt författarnamnet ”Gust[af] Gaslander”. När boken återutgavs 1895 och 1923 antogs sonen Johan Gaslander vara författare, eller bearbetare av faderns anteckningar. Sune Lindqvist menade 1982 att manuskriptet sannolikt författats av fadern Petrus Gaslander. Skriften gör nämligen på två ställen jämförelser med faderns födelsebygd Norrvidinge härad, varest sonen aldrig hade sin hemvist. 
I vart fall har manuskriptet överlämnats till utgivaren av sonen, ej av Petrus Gaslander själv. Dessutom måste Johan Gaslander eller Frans Westerdahl ha gjort vissa kompletteringar, eftersom den tryckta versionen citerar skrifter som utgavs efter Petrus Gaslanders död. Petrus Gaslanders originalmanuskript är alltså inte bevarat, ej heller sonens eller utgivarens eventuella handskrivna bearbetning av detsamma. Inget är känt om arbetet med skildringen, eller den närmare tidpunkten för dess nedskrivande.

## Bokens titel
Att bibliografiskt korrekt ange titel för detta verk är svårt. Titelsidan har blott titeln för ett planerat stort samlingsverk, vars utgivande avstannade efter utgivandet av Petrus Gaslanders verk. Bokens egentliga ämne – Västbo härad – nämns först inne i boken som rubrik på ”första stycket”; följande ”stycken” var de tänkta, men ej utgivna, skildringarna från andra bygder. I bibliografin nedan har titelsidan och första styckets rubrik kombinerats. En annan lösning tillgreps av Bokförlaget Rediviva, som nyskapade titeln Beskrifning om Svenska Allmogens Sinnelag och Seder, Västbo Härad, Småland. En godtagbar korttitel torde vara Nils Keylands förkortning Beskrifning om swenska allmogens sinnelag, seder etc.

## Innehåll
Ett tusental uppgifter meddelas på bokens 68 sidor. Här meddelas blott ett urval.

### Förord av utgivaren Frans Westerdahl
Utgivaren Frans Westerdahl menar att denna första del skall tjäna som ett ”mönster att samla efter”, och han skall därför skicka ut boken gratis till alla prosterier. Han klargör att ”ord och talesätt icke ändras … emedan det mycket bidrager till Swenska Språkets kännedom”. Med detta menas att folkmålsord icke normaliseras.

### Kapitel 1. Allmogens humör och sinnelag
Bland annat skildras att alla var tvungna till hantverk och handel, på grund av mager jordmån. Svarvning, ståltrådsdragning, mässingsgjutning och mässingssmide bedrevs för avsalu till andra orter. Detta var tidiga uttryck för gnosjöandan.

### Kapitel 2. Årliga högtider
Gaslander meddelar många upplysningar om huruvida olika seder fortfarande iakttogs i Västbo vid denna tid (förra delen av 1700‑talet).
- Förbudet mot kringgärning under julen iakttogs.
- Sydsvenska bonadsmålningar uppsattes till jul.
- Råghalm lades på golvet till jul.
- Julbadet togs fortfarande, och särskild badstuga fanns.
- Staffansskie (alltså Staffansskede) har ridits, men är nu mest avlagt, enligt författaren.
- Jullekstugor var mest avlagda vid denna tid, ”emedan mycken oskick der föröfwats, som förorsakat klagomål”.
- Skjutande vid påsk, och påskeldar, var ”alldeles avlagda”.
- Ungdomars dans runt midsommarstång (av typen med 3–4 över varandra hängande ringar utan korsarm) beskrivs, men traditionen sägs vara i avtagande.
- En flertal ”öl” firades: slåtter‑öl, skjur‑öl (”då säden uppskäres”) kör‑öl (vid timmerkörning); vidare flyttöl, ärjöl (vid plöjning), timmeröl (vid hustimring) , bröllopsöl, barnsöl, begravningsöl, hemkomöl (efter bröllop,köpöl (vid handelsavtals ingående) och revöl (då handelsavtal sägs upp, ”rivs”).

### Kapitel 3. Familjehögtider
Kring förlovning och bröllop har nutida svenskar något eller några tiotal traditioner, men enligt Petrus Gaslander fanns långt över hundratalet iakttagna förlovnings‐ och bröllopsseder. Bland dem kan nämnas, att dussintals noggrant specificerade gåvor (mest kläder och textilier) överlämnades mellan brudens och brudgummens familjer. Trolovade började sammanligga året före bröllopet. Bröllopet firades vid vårens slut, före midsommar. Om bruden var havande, eller om brudparet skulle tillträda en gård, kunde bröllop hållas under annan årstid.

### Kapitel 4. Vidskepelser
Mer än halva boken ägnas åt ämnet. Bland rikedomen av upplysningar kan nämnas:
- Värmen släpptes inte ut ur badstugan efter julbadet, eftersom de döda skulle bada på julnatten.
- Odens jakt omnämns, och förklaras som ljudet av olika fåglar.

### Kapitel 5. Mat och dryck
- Kröson (lingon) gjordes till ett mos med invispat kornmjöl.
- Havrebröd var vanligare än råg‐ och kornbröd.
- Fisk, kalvkött och annat kött åts ej färskt, utan lades i salt.

### Kapitel 6. Klädedräkt
I större delen av Västbo hade dräktskicket ändrats under 1700‑talet genom modeinfluenser. Ett undantag var Unnaryds socken. Detta stämmer med senare uppgifter om att Unnaryd har den starkaste traditionen av genuina folkdräkter, till skillnad från de dräkter som komponerades under nationalromantiken.

### Allmänna anmärkningar om innehållet

#### Inget forntidssvärmeri
En stor skillnad finns mellan å ena sidan en 1700‑talsskildring som Petrus Gaslanders och å andra sidan 1800‑talsböcker som utkommit efter den romantiska ”nordiska renässansen” och efter ”göternas forntidssvämeri”. Skillnaden är att Gaslander inte försöker knyta så mycket som möjligt av sin tids folkkultur till forntiden och hedendomen. Icke‑kristna föreställningar återges sakligt utan vidlyftiga spekulationer. Denna tendensfrihet ökar möjligen trovärdigheten hos bokens upplysningar.

#### Folkmål
Ett antal tidiga prov på fonologin i nordliga sydsvenska mål finns i boken i enlighet med den i förordet uttryckta föresatsen. Folkmålsdrag i boken är:
- Fornsvenskt långt /e/ (av runsvenska /æi/) har blivit [ai], som i hajet barn (hedet, odöpt). I standardsvenska står /e/ kvar.
- Fornsvenskt /þ/ i inljud (allofonen [ð]) har fallit bort, som i Oen (Oden) hajet (hedet), Staffansskie (Staffansskede). I standardsvenska har inljudande /þ/ (uttal [ð] blivit /d/ som i Oden, hedet, skede.

## Receptionshistoria och nyutgåvor
I sin rationalistiska samtid rönte verket ej uppskattning. En ”ovettig” nedgörande recension i Tidningar utgifna i Upsala karakteriserade kapitlet om folktro med orden ”utan ordning och urskiljning sammanrafsat alt det sladder som någonsin passeradt igenom gamla Käringars mun emellan Lappska fjällen och Öresund: altsammans likväl skrifvit på de stackars Wästbo-Boernas räkning”. Biskop Olof Osander kritiserade vid ett prästmöte bokens utgivande, så att Johan Gaslander brände alla exemplar han kunde komma över. Utgivarens förhoppning, att fler delar skulle utkomma om andra svenska bygder, kom på skam.
1800‑talets uppsving för folkkultur ledde till att Petrus Gaslanders beskrivning tillskrevs ett bestående värde. Enligt Johan August Lundell är ”den Gaslanderska ’beskrifningen’ i fråga om däri omtalade ämnen … det utförligaste arbete vi hafva ifrån äldre tider”. Sune Lindqvist anser boken vara ”[e]tt av de bästa och mest intressanta bidragen till folklivsskildring”. Boken har återutgivits 1846, 1895, 1923 och 1982.

### Nyutgåvor och länkar till texter
- I boken Svenska folkets seder utgiven av Carl Adolf Levisson 1846.
- I Svenska landsmål och Svenskt folkliv 1895.
- Som Allmogens i Wästbo sinnelag, seder m.m / av P. Gaslander, ny upplaga av Nils Werner 1923 (ej digitaliserad).
- Faksimileutgåva av Rediviva bokförlag 1982 (ej digitaliserad).